# Juletta fika
Juletta fika là một loài chân đều trong họ Sphaeromatidae. Loài này được Bruce miêu tả khoa học năm 1993.